# Strongyli (Megisti)
Strongyli (griechisch Στρογγυλή (f. sg.)) ist eine kleine, unbewohnte griechische Insel im äußersten Osten der Präfektur Dodekanes.
Strongyli liegt etwa fünf Kilometer östlich der Insel Kastelorizo, zu deren Gemeindegebiet sie auch gehört, und ist damit die östlichste Insel Griechenlands. Sie ist lediglich gut drei Kilometer von der türkischen Küste entfernt.
Die Insel ist etwa 1,5 km lang, bis zu 0,7 km breit und hat eine Fläche von etwa einem Quadratkilometer. Sie ist eher flach und kaum bewaldet. Da sie landwirtschaftlich nicht mehr genutzt wird, bestimmen Buschwerk und Macchiabewuchs das Aussehen.
Die geschichtlich unbedeutende Insel bildet die östlichste Landfläche Griechenlands, der auf ihr stehende Leuchtturm ist das östlichste Gebäude auf griechischem Boden.